# جانگ پی یجون
جانگ پی یجون (انگلیسی: Zhang Peijun؛ زادهٔ ۲۹ آوریل ۱۹۵۸) بازیکن هندبال اهل چین بود.
ژانگ در بازی‌های المپیک تابستانی ۱۹۸۴ مدال برنز را به دست آورد، جایی که او در دو مسابقه به عنوان عضوی از تیم هندبال زنان چین شرکت کرد. او در حال حاضر دانشجوی مهندسی داروسازی در دانشگاه فلوریدا است.